# David E. Muller
David Eugene Muller (Austin, 2 de noviembre de 1924 - Las Cruces, 27 de abril de 2008) fue un matemático e informático teórico estadounidense. Vinculado a la docencia universitaria, desarrolló diversos algoritmos para el cálculo de funciones, así como el desarrollo teórico formal de los mismos.

## Semblanza
David E. Muller era hijo del genetista y Premio Nobel Hermann Joseph Muller y de la matemática Jessie Jacobs Muller Offermann (de soltera, Jesse Marie Jacobs). Nació en Austin, Texas, cuando sus padres enseñaban en Universidad de Texas en Austin. Su madre fue una de las primeras mujeres que recibió un doctorado en matemáticas en los Estados Unidos, y Muller le atribuyó el mérito de haberle inspirado su temprano interés por las matemáticas. Perdió su puesto como docente de matemáticas puras en Texas al quedar embarazada y, según el biógrafo de Hermann Joseph Muller, "sus colegas sentían que una madre no podía prestar toda su atención a las tareas del aula y seguir siendo una buena madre".
Siendo todavía un niño, residió con sus padres en Berlín y San Petersburgo en 1933–34. Sus padres se separaron en la Unión Soviética. Regresó a Austin con su madre en julio de 1934, y la pareja se divorció en Texas en el verano de 1935. En algún momento entre octubre de 1935 y enero de 1936, Jessie Muller se casó con Carlos Alberto Offermann, quien había estado trabajando en el laboratorio de Muller y estaba de visita en Austin desde la Unión Soviética por entonces. Hermann Joseph Muller abandonó la Unión Soviética en 1937 después del inicio de las persecuciones políticas de Stalin. Después de una breve estancia en Madrid y París, en septiembre de 1937, Hermann se trasladó a Edimburgo, donde se casó con Dorothea Kantorowicz en mayo de 1939. Tuvieron una hija, Helen Juliette. Hermann Joseph Muller recibió el Premio Nobel de Medicina en 1946.
David Muller fue profesor de matemáticas e informática en la Universidad de Illinois en Urbana-Champaign (1953-1992), cuando se convirtió en profesor emérito, y fue profesor adjunto de matemáticas en la Universidad Estatal de Nuevo México (1995-2008). Había obtenido su licenciatura en 1947 y su doctorado en 1951 en física por el Instituto de Tecnología de California. La Universidad de París le otorgó un doctorado honorario en 1989. Fue el inventor del elemento-C de Muller (también conocido como puerta-C de Muller), un dispositivo utilizado en circuitos asíncronos de computadoras electrónicas. También co-inventó los códigos de Reed-Muller. Descubrió los códigos e Irving Stoy Reed propuso la mayor parte de la decodificación lógica por primera vez. Además, inventó el autómata de Muller, un modelo de autómata para palabras infinitas.
En teoría geométrica de grupos, es conocido por el teorema de Muller-Schupp, desarrollado en conjunto con Paul Schupp, caracterizando los grupos libres virtualmente generados finitamente con lenguaje de contexto libre.
David E. Muller murió en 2008 en Las Cruces, Nuevo México. Le sobreviven sus hijos, Chandra L. Muller y Kenneth J. Muller. Su media hermana, Helen J. Muller, era profesora emérita en la Universidad de Nuevo México.